# استفان سامسون
استفان سامسون (انگلیسی: Stéphane Samson؛ زادهٔ ۳ سپتامبر ۱۹۷۵) بازیکن فوتبال اهل فرانسه است.
از باشگاه‌هایی که در آن بازی کرده‌است می‌توان به باشگاه فوتبال لو آور، باشگاه فوتبال کلرمون فوت، باشگاه فوتبال کان، باشگاه فوتبال لو مان، و باشگاه فوتبال استاد رنس اشاره کرد.